# 玉海力剛
玉海力 剛（たまかいりき つよし、1966年7月16日 - ）は、日本の元大相撲力士、元総合格闘家、日本ビーチ相撲連盟指導者、実業家（株式会社玉海力代表取締役）。本名は河辺 幸夫（かわべ ゆきお）。東京都渋谷区出身。大相撲時代は身長184cm、体重143kg。片男波部屋所属。得意技は右四つ、上手投げ。最高位は東前頭8枚目。叔父は将棋棋士で元棋聖、元王位の森雞二。娘はアイドルグループ「まじょぴちゅ」のメンバー・立花幸乃。

## 来歴

### 大相撲
父親から「力士になれ」と言われ、中学校2年生の時に墨田区立両国中学校に転校して片男波部屋に住み込んで生活をした。1982年3月場所に初土俵を踏み、1989年9月場所に新十両、1991年9月場所に新入幕を果たした。「玉海力でなく“玉怪力”だ」と言われた怪力を活かして、右四つに組み左上手から構わず投げる相撲を得意としたが、十両までは力で通用したが幕内では厳しく定着できなかった。大相撲で初めてマウスピースを使用するなど、研究熱心であることでも知られている。
1993年5月場所の千秋楽の相撲で右手親指を骨折。1994年7月場所後に親方の反対を押し切って手術するが失敗。その後は体中が痺れて腕力も落ちて序二段まで降格し、1996年3月場所をもって引退した。本人は引退相撲を希望したが親方の反対で断念し（断髪式は出来たが）、親方とはその件以来険悪な状態になった。
引退後は1996年に実家近くの渋谷区広尾に「どすこい酒場 ちゃんこ玉海力」をオープンし、現在は武蔵小山と中国山東省にも支店を出している。2017年4月には赤坂支店もオープン。「接待などのビジネスシーンでも利用して欲しいと考え、客単価を6000円と少し高めに設定した。個室も完備しているので、接待需要の多い赤坂にはぴったりだと思う」と想定するところを語り「日本を元気にしていくような店にしていきたい」と抱負を口にした。
酒豪としても知られた。

### 総合格闘技
PRIDEのエメリヤーエンコ・ヒョードルの試合をテレビで見て、ヒョードルとの対戦を夢見てトレーニングを開始。吉田秀彦を師と仰ぎ吉田道場でトレーニングを積み、大相撲時代の144kgから100kg台に体重を絞り込んだ。
2004年5月23日、総合格闘技デビューとなったPRIDE 武士道 -其の参-で小路晃と対戦し、1R18秒TKO負けを喫した。
2005年5月にはパンクラスに入団、大飛翔誠志らとチーム玉海力を結成した。
2005年7月10日、パンクラスで河野真幸と対戦し、チキンウィングアームロックで見込み一本負け。ギブアップしなかったため、脱臼骨折した。試合の3日前には網膜剥離していた。
2006年5月2日、パンクラスヘビー級（-100kg）王者決定トーナメント・リザーバー戦で三浦康彰と対戦し、腕ひしぎ十字固めで一本負け。

## エピソード
- TBS系列のテレビ番組『情熱ワイド!ブロードキャスター』で蔵間龍也が出演していた「大相撲コーナー」において、幕内での舞の海との対戦が取り上げられた際、体勢がどんな状況になっても玉海力の顔の表情が少しも変化しないということから「能面力士」という呼称をされたことがある。
- 2018年12月7日放送分の『スッキリ』では、相撲界が貴ノ岩の付け人暴行事件で揺れている中、自分の世代の場合付け人にとって関取は絶対の存在であり、そもそも逆らっても腕力で敵わないと語っていた。さらに当時の付け人の仕事として、朝起きて洗面所で歯ブラシを用意して関取を待つこと、関取の尻をトイレットペーパーで拭くことを挙げており、自身もキャベツの千切りの仕上がりが雑だと関取に包丁の柄で殴られたことがあると明かしていた[5]。
- THE ALFEEのファンであるという事から特にメンバーの坂崎幸之助と交流があり、現役時代は坂崎がしばしば片男波部屋を訪れたり、逆に坂崎がパーソナリティを務めていた「スーパーFMマガジン・坂崎幸之助のNORU-SORU」に玉海力がゲスト出演したことがある(事前収録による出演)。番組内のコーナーでは、所謂「ハガキ職人」から送られる「玉海力ネタ」が取り上げられることも多かった。

## 主な成績

### 大相撲
- 通算成績：408勝413敗23休 勝率.497
- 幕内成績：43勝75敗2休 勝率.364
- 現役在位：84場所
- 幕内在位：8場所
- 各段優勝
  - 三段目優勝：1回（1985年9月場所）
  - 序二段優勝：1回（1983年5月場所）

#### 場所別成績
| | 一月場所 初場所（東京）   | 三月場所 春場所（大阪）   | 五月場所 夏場所（東京） | 七月場所 名古屋場所（愛知） | 九月場所 秋場所（東京） | 十一月場所 九州場所（福岡） |
| --- | ------------------------- | ------------------------- | ----------------------- | --------------------------- | ----------------------- | --------------------------- |
| 1982年 （昭和57年） | x                         | （前相撲）                | 西序ノ口16枚目 5–2      | 東序二段111枚目 3–4         | 東序二段126枚目 4–3     | 東序二段96枚目 4–3          |
| 1983年 （昭和58年） | 西序二段72枚目 1–6        | 西序二段107枚目 6–1       | 西序二段39枚目 優勝 7–0 | 東三段目39枚目 4–3          | 西三段目23枚目 4–3      | 西三段目12枚目 4–3          |
| 1984年 （昭和59年） | 西幕下58枚目 3–4          | 西三段目17枚目 4–3        | 西三段目3枚目 4–3       | 東幕下46枚目 5–2            | 東幕下25枚目 3–4        | 東幕下37枚目 4–3            |
| 1985年 （昭和60年） | 東幕下25枚目 2–5          | 東幕下47枚目 1–6          | 西三段目18枚目 2–5      | 西三段目47枚目 3–4          | 西三段目62枚目 優勝 7–0 | 東幕下55枚目 5–2            |
| 1986年 （昭和61年） | 東幕下34枚目 4–3          | 東幕下23枚目 2–5          | 東幕下45枚目 3–4        | 東三段目筆頭 5–2            | 西幕下33枚目 5–2        | 東幕下18枚目 3–4            |
| 1987年 （昭和62年） | 東幕下29枚目 6–1          | 西幕下12枚目 5–2          | 西幕下5枚目 1–6         | 東幕下26枚目 3–4            | 西幕下33枚目 5–2        | 西幕下19枚目 2–5            |
| 1988年 （昭和63年） | 西幕下38枚目 2–5          | 西幕下60枚目 3–4          | 東三段目13枚目 5–2      | 西幕下52枚目 5–2            | 東幕下31枚目 3–4        | 西幕下42枚目 6–1            |
| 1989年 （平成元年） | 東幕下20枚目 5–2          | 西幕下10枚目 5–2          | 東幕下2枚目 4–3         | 東幕下筆頭 5–2              | 東十両12枚目 7–8        | 東幕下筆頭 4–3              |
| 1990年 （平成2年） | 西十両13枚目 8–7          | 東十両9枚目 8–7           | 西十両4枚目 6–9         | 西十両9枚目 8–7             | 東十両6枚目 7–8         | 東十両9枚目 8–7             |
| 1991年 （平成3年） | 西十両5枚目 7–8           | 東十両7枚目 7–8           | 西十両9枚目 9–6         | 東十両4枚目 9–6             | 西前頭15枚目 2–11–2     | 東十両7枚目 9–6             |
| 1992年 （平成4年） | 東十両5枚目 9–6           | 東十両筆頭 9–6            | 東前頭13枚目 6–9        | 東十両筆頭 9–6              | 東前頭14枚目 9–6        | 東前頭8枚目 6–9             |
| 1993年 （平成5年） | 西前頭12枚目 2–13         | 西十両4枚目 8–7           | 西十両3枚目 9–6         | 西十両筆頭 8–7              | 東前頭16枚目 8–7        | 西前頭13枚目 8–7            |
| 1994年 （平成6年） | 西前頭9枚目 2–13          | 西十両4枚目 5–10          | 西十両9枚目 7–8         | 西十両11枚目 8–7            | 西十両8枚目 6–9         | 西十両11枚目 8–7            |
| 1995年 （平成7年） | 西十両10枚目 2–13         | 西幕下6枚目 0–7           | 東幕下41枚目 休場 0–0–7 | 西三段目21枚目 2–5          | 西三段目51枚目 3–4      | 東三段目70枚目 3–4          |
| 1996年 （平成8年） | 東三段目88枚目 休場 0–0–7 | 東序二段48枚目 引退 0–0–7 | x                       | x                           | x                       | x                           |
| 各欄の数字は、「勝ち-負け-休場」を示す。 優勝 引退 休場 十両 幕下 三賞：敢=敢闘賞、殊=殊勲賞、技=技能賞 その他：★=金星 番付階級：幕内 - 十両 - 幕下 - 三段目 - 序二段 - 序ノ口 幕内序列：横綱 - 大関 - 関脇 - 小結 - 前頭（「#数字」は各位内の序列） |                           |                           |                         |                             |                         |                             |

### 幕内対戦成績
| 安芸乃島 | 0 | 1 | 旭里     | 1 | 0 | 小城錦   | 0 | 1 | 小城ノ花 | 2 | 2    |  |  |  |
| 魁皇     | 0 | 1 | 春日富士 | 2 | 1 | 北勝鬨   | 1 | 4 | 旭豪山   | 0 | 2(1) |  |  |  |
| 旭道山   | 1 | 2 | 鬼雷砲   | 1 | 4 | 起利錦   | 0 | 1 | 久島海   | 0 | 2    |  |  |  |
| 剣晃     | 1 | 0 | 琴稲妻   | 3 | 4 | 琴ヶ梅   | 2 | 0 | 琴椿     | 0 | 2    |  |  |  |
| 琴ノ若   | 1 | 1 | 琴富士   | 2 | 0 | 琴別府   | 1 | 2 | 大翔鳳   | 1 | 2    |  |  |  |
| 大翔山   | 1 | 4 | 大善     | 1 | 1 | 貴闘力   | 0 | 2 | 貴ノ浪   | 0 | 1    |  |  |  |
| 孝乃富士 | 1 | 0 | 隆三杉   | 1 | 3 | 立洸     | 1 | 3 | 常の山   | 0 | 1    |  |  |  |
| 寺尾     | 2 | 2 | 時津洋   | 1 | 1 | 栃乃和歌 | 1 | 1 | 巴富士   | 0 | 1    |  |  |  |
| 豊ノ海   | 1 | 3 | 浪之花   | 1 | 0 | 花ノ国   | 1 | 0 | 舞の海   | 4 | 1    |  |  |  |
| 三杉里   | 0 | 2 | 水戸泉   | 0 | 2 | 湊富士   | 0 | 1 | 武双山   | 0 | 1    |  |  |  |
| 両国     | 1 | 1 | 若翔洋   | 0 | 2 | 若瀬川   | 1 | 0 | 和歌乃山 | 1 | 1    |  |  |  |

## 戦績
| 総合格闘技 戦績 | 総合格闘技 戦績 | 総合格闘技 戦績 | 総合格闘技 戦績 | 総合格闘技 戦績 | 総合格闘技 戦績 | 総合格闘技 戦績 |
| --------------- | --------------- | --------------- | --------------- | --------------- | --------------- | --------------- |
| 3 試合          | (T)KO           | 一本            | 判定            | その他          | 引き分け        | 無効試合        |
| 0 勝            | 0               | 0               | 0               | 0               | 0               | 0               |
| 3 敗            | 1               | 2               | 0               | 0               | 0               | 0               |

| 勝敗 | 対戦相手 | 試合結果                           | 大会名                                                                | 開催年月日    |
| ×    | 三浦康彰 | 1R 1:43 腕ひしぎ十字固め           | PANCRASE 2006 BLOW TOUR 【ヘビー級王者決定トーナメント リザーバー戦】 | 2006年5月2日  |
| ×    | 河野真幸 | 1R 1:10 チキンウィングアームロック | PANCRASE 2005 SPIRAL TOUR                                             | 2005年7月10日 |
| ×    | 小路晃   | 1R 0:18 TKO（パウンド）            | PRIDE 武士道 -其の参-                                                 | 2004年5月23日 |

## 改名歴
- 玉桜 右左エ門（たまざくら うざえもん）1982年3月場所 - 1987年11月場所
- 玉櫻 右左エ門（たまざくら - ）1988年1月場所
- 玉海力 剛（たまかいりき つよし）1988年3月場所 - 1996年3月場所

## 著書
- 河辺幸夫『熱い心で 力相撲と愛情ちゃんこ』（文芸社、 2000年11月）ASIN 4835512804

## 出演

### ドラマ
- 聖この夜～クリスマスツリーの奇跡～（2012年12月22日、TOKYO MX） - サンタクロース 役

### ウェブテレビ
- 偉大なる創業バカ一代（2017年9月2日、AbemaTV）[7]